# لي دورانت
لي دورانت (بالإنجليزية: Lee Durrant)‏ هو لاعب كرة قدم بريطاني، ولد في 18 ديسمبر 1973 في يرموث الكبرى ‏ في المملكة المتحدة. لعب مع إيبسويتش تاون.

## وصلات خارجية
- لي دورانت على موقع قاعدة بيانات كرة القدم.إي يو (الإنجليزية)
- لي دورانت على موقع Soccerbase.com (لاعب) (الإنجليزية)
- لي دورانت على موقع عالم كرة القدم.نت (الإنجليزية)